# Svetlana Cheremshanova
Svetlana Andréyevna Cheremshanova –en ruso, Светлана Андреевна Черемшанова– (21 de agosto de 1985) es una deportista rusa que compitió en halterofilia. Ganó dos medallas en el Campeonato Europeo de Halterofilia, plata en 2013 y bronce en 2012.

## Palmarés internacional
| Campeonato Europeo | Campeonato Europeo | Campeonato Europeo | Campeonato Europeo |
| Año                | Lugar              | Medalla            | Categoría          |
| ------------------ | ------------------ | ------------------ | ------------------ |
| 2012               | Antalya (Turquía)  | Medalla de bronce  | 53 kg              |
| 2013               | Tirana (Albania)   | Medalla de plata   | 53 kg              |